# Nesiodrosophila neocirricauda
Nesiodrosophila neocirricauda – gatunek muchówki z rodziny wywilżnowatych.
Gatunek ten opisany został w 1996 roku przez J. P. Guptę i Abhijita De. Serię typową odłowiono w Phuntsholing w 1993 roku.
Muchówka  o ciele długości od 1,8 do 1,95 mm. Głowa brązowa z ciemnoczerwonymi oczami. Arista czułków z 2 odgałęzieniami brzusznymi i 5-6 grzbietowymi. Twarz płaska. Tułów o ciemnobrązowych pleura i scutellum, a jasnobrązowych scutum i odnóżach. Skrzydła przejrzyste, przezmianki białe. Tergity odwłoka ciemnobrązowe. Samiec ma duże, żółtawobrązowe, szeroko u dołu wyciągnięte epiandrium, wielokątną przysadką odwłokową z małym i tępym wyrostkiem oraz stożkowaty edeagus i o połowę od niego krótszą apodemę
Owad endemiczny dla Bhutanu.